# 3514 Hooke
3514 Hooke је астероид чија средња удаљеност од Сунца износи 3,968 астрономских јединица (АЈ).
Апсолутна магнитуда астероида је 11,7.